# Algernon Lee Butler
Algernon Lee Butler (* 2. August 1905 in Clinton, North Carolina; † 5. September 1978 in Raleigh, North Carolina) war ein US-amerikanischer Jurist und Politiker. Nach seiner Berufung durch Präsident Dwight D. Eisenhower fungierte er ab 1959 als Bundesrichter am Bundesbezirksgericht für den östlichen Distrikt von North Carolina.

## Werdegang
Nach seinem Schulabschluss besuchte Algernon Butler zunächst die Law School der University of North Carolina in Chapel Hill. Danach absolvierte er eine juristische Ausbildung und wurde im Jahr 1928 als Anwalt zugelassen, woraufhin er in seiner Heimatstadt Clinton zu praktizieren begann. 1931 saß er als republikanischer Abgeordneter im Repräsentantenhaus von North Carolina. Zwischen 1938 und 1951 fungierte er als Staatsanwalt im Sampson County. In den Jahren 1936, 1940 und 1948 nahm er als Delegierter an den jeweiligen Republican National Conventions teil.
Am 28. Juli 1959 wurde Butler durch Präsident Eisenhower als Nachfolger von Donnell Gilliam zum Richter am United States District Court for the Eastern District of North Carolina ernannt. Nach der Bestätigung durch den US-Senat, die am 28. August desselben Jahres erfolgte, konnte er sein Amt drei Tage später antreten. Von 1961 bis 1975 war er Vorsitzender (Chief Judge) an diesem Bundesgericht, ehe er am 2. August 1975 in den Senior Status wechselte und damit faktisch in den Ruhestand ging; ein Nachfolger wurde nicht mehr nominiert, da der Sitz wegfiel. Drei Jahre darauf verstarb Algernon Butler in Raleigh.